# Another Brick in the Wall

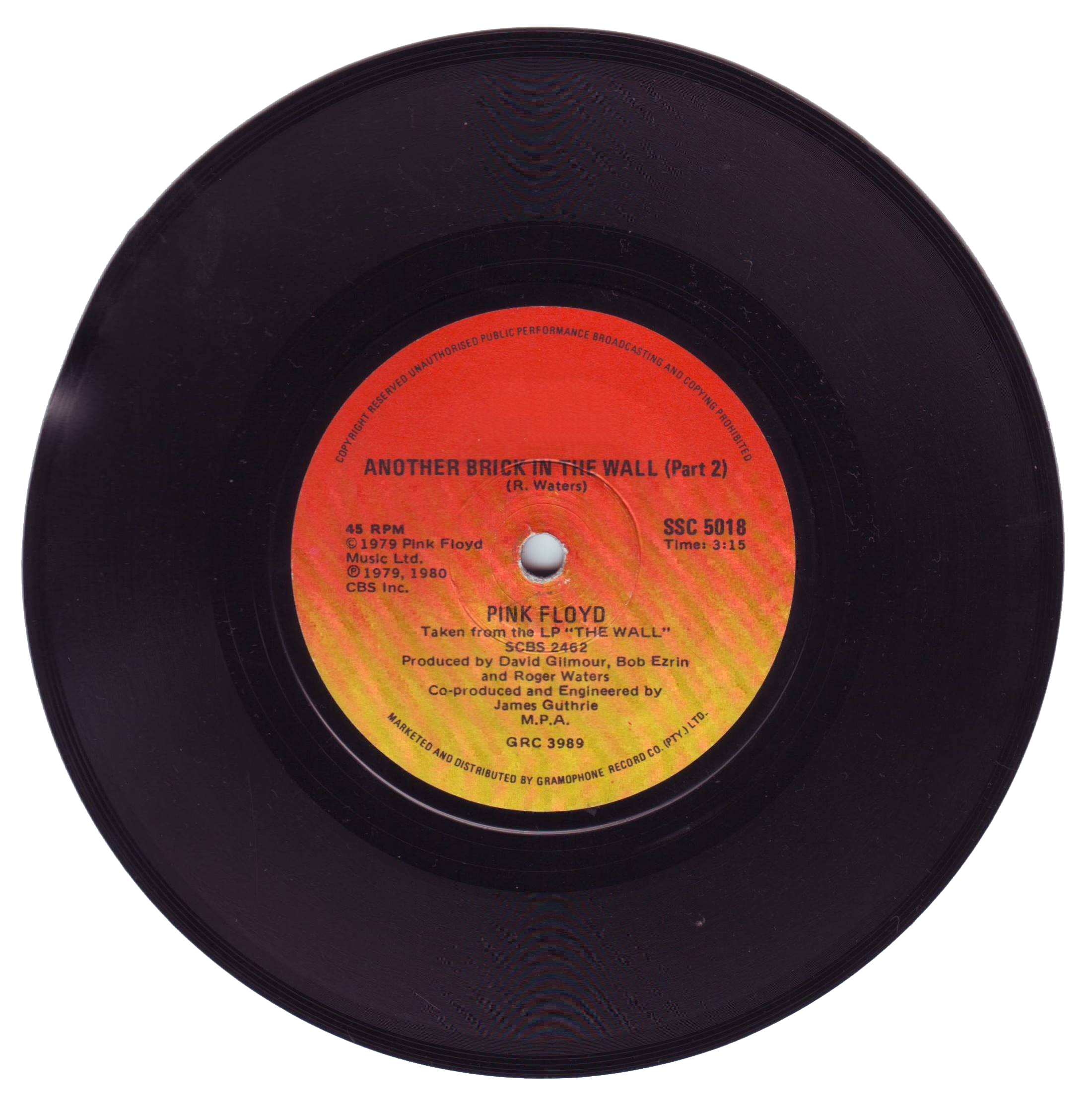
Singeln

Another Brick in the Wall är namnet på tre låtar med samma musikaliska tema från progrockgruppen Pink Floyds konceptalbum The Wall från 1979. De tre låtarna, med undertitlarna Part I, Part II och Part III, är alla skrivna av gruppens vokalist och basist Roger Waters.
Part II, som gavs ut som singel i Storbritannien i november 1979, blev gruppens största listframgång med förstaplacering i både USA och Storbritannien. Den räknas ofta som dess mest kända verk och benämns ofta enbart som Another Brick in the Wall. Den har covrats av många artister, bland andra Korn och Eric Prydz.
Låten ingår i albumets historia om huvudpersonen Pink. De tre delarna har olika budskap.

## Part I
Den första delen hade arbetsnamnet Reminiscing (’Minnas (gamla goda tider)’). Den handlar om hur Pink får veta att hans far har dött i krig och hur han börjar bygga upp en psykologisk vägg för att avskärma sig mot omvärlden. Den är den lugnaste av de tre delarna och saknar helt trummor.

## Part II
Den andra delen hade arbetsnamnet Education (’Utbildning’). Den handlar om hur Pink dagdrömmer om att tillsammans med sina skolkamrater göra uppror mot sina sadistiska lärare. Det är just det brittiska utbildningssystemet som kritiseras.
Den är den poppigaste av de tre delarna. Större delen av sången framförs av en skolkör från Islington Green School, som låg bara ett stenkast från inspelningsstudion.
Skolans musiklärare fick som kompensation studiotid i Pink Floyds studio. Eleverna fick till en början bara var sitt exemplar av albumet "The Wall". Mångåriga juridiska förhandligar hade 2009 bara hjälpt ett fåtal av eleverna till viss ekonomisk ersättning.
Part II går i klassisk diskotakt, med enkla basriff.

## Part III
Den tredje delen hade arbetsnamnet Drugs (’Droger’). Den handlar om hur Pink, sviken av sin hustrus otrohet, bygger klart muren mot omvärlden och menar att han inte längre behöver något – alla människor han träffar gör bara att han avskärmar sig mer: All in all you were all just bricks in the wall (’Allt som allt var ni alla blott byggstenar i muren’).